# فيداس تشيبوكيتيس
فيداس تشيبوكيتيس (بالليتوانية: Vaidas Čepukaitis)‏ مواليد 16 مايو 1989 في أليتس، ليتوانيا، هو لاعب كرة سلة ليتواني. بدأ مسيرته الاحترافية في سنة 2007. يلعب كلاعب وسط. يحمل الرقم 14. لعب مع نادي أتلتاس لكرة السلة وأوتينوس يوفنتوس في الدوري الليتواني لكرة السلة.

## روابط خارجية
- فيداس تشيبوكيتيس على موقع الاتحاد الدولي لكرة السلة (الإنجليزية)
- فيداس تشيبوكيتيس على موقع كرة السلة الأوروبية.كوم (الإنجليزية)
- فيداس تشيبوكيتيس على موقع ريلجم (الإنجليزية)
- فيداس تشيبوكيتيس على موقع بروبوليرز (الإنجليزية)
- فيداس تشيبوكيتيس على موقع سبورتس رفرنس (الإنجليزية)